# نورستاره فرانکی
نورستاره فرانکی (به انگلیسی: Frankie Starlight) فیلمی محصول سال ۱۹۹۵ و به کارگردانی مایکل لیندزی-هاگ است. در این فیلم بازیگرانی همچون آن پاریو، مت دیلون و گابریل بیرن ایفای نقش کرده‌اند.